# Eugnesia sordidata
Eugnesia sordidata là một loài bướm đêm trong họ Geometridae.